# 1976-os wimbledoni teniszbajnokság
Az 1976-os wimbledoni teniszbajnokság az év harmadik Grand Slam-tornája, a wimbledoni teniszbajnokság 90. kiadása volt, amelyet június 21–július 3. között rendeztek meg. A férfiaknál a svéd Björn Borg, nőknél az amerikai Chris Evert nyert.

## Döntők

### Férfi egyes
Björn Borg –  Ilie Năstase, 6–4, 6–2, 9–7

### Női egyes
Chris Evert –  Evonne Goolagong 6–3, 4–6, 8–6

### Férfi páros
Brian Gottfried /  Raúl Ramírez –  Ross Case /  Geoff Masters, 3–6, 6–3, 8–6, 2–6, 7–5

### Női páros
Chris Evert /  Martina Navratilova –  Billie Jean King /  Betty Stöve, 6–1, 3–6, 7–5

### Vegyes páros
Tony Roche /  Françoise Durr –  Dick Stockton /  Rosie Casals, 6–3, 2–6, 7–5

## Juniorok

### Fiú egyéni
Heinz Günthardt –  Peter Elter, 6–4, 7–5

### Lány egyéni
Natalja Csmirjova –  Marise Kruger, 6–3, 2–6, 6–1
A junior fiúk és lányok páros versenyét csak 1982-től rendezték meg.